# Вилькийский район
Вилькийский район (лит. Vilkijos rajonas) — административно-территориальная единица в составе Литовской ССР, существовавшая в 1950—1962 годах. Центр — город Вилькия.
Вилькийский район был образован в составе Каунасской области Литовской ССР 20 июня 1950 года. В его состав вошли 8 сельсоветов Юрбаркасского уезда и 25 сельсоветов Вилькийского уезда. Тогда же центр района — Вилькия — получил статус города.
28 мая 1953 года в связи с ликвидацией Каунасской области Вилькийский район перешёл в прямое подчинение Литовской ССР.
31 марта 1962 года Вилькийский район был упразднён, а его территория передана в Каунасский и Юрбаркский районы.